# Domps
Domps, auf Okzitanisch „Doms“, ist eine Gemeinde in Frankreich. Sie gehört zur Region Nouvelle-Aquitaine, zum Département Haute-Vienne, zum Arrondissement Limoges und zum Kanton Eymoutiers. Die Nachbargemeinden sind Eymoutiers im Norden, L’Église-aux-Bois im Osten, Saint-Gilles-les-Forêts im Südwesten und Sussac im Westen.

## Bevölkerungsentwicklung
| Jahr      | 1962 | 1968 | 1975 | 1982 | 1990 | 1999 | 2008 | 2013 |
| --------- | ---- | ---- | ---- | ---- | ---- | ---- | ---- | ---- |
| Einwohner | 319  | 274  | 223  | 210  | 172  | 144  | 139  | 120  |

## Sehenswürdigkeiten

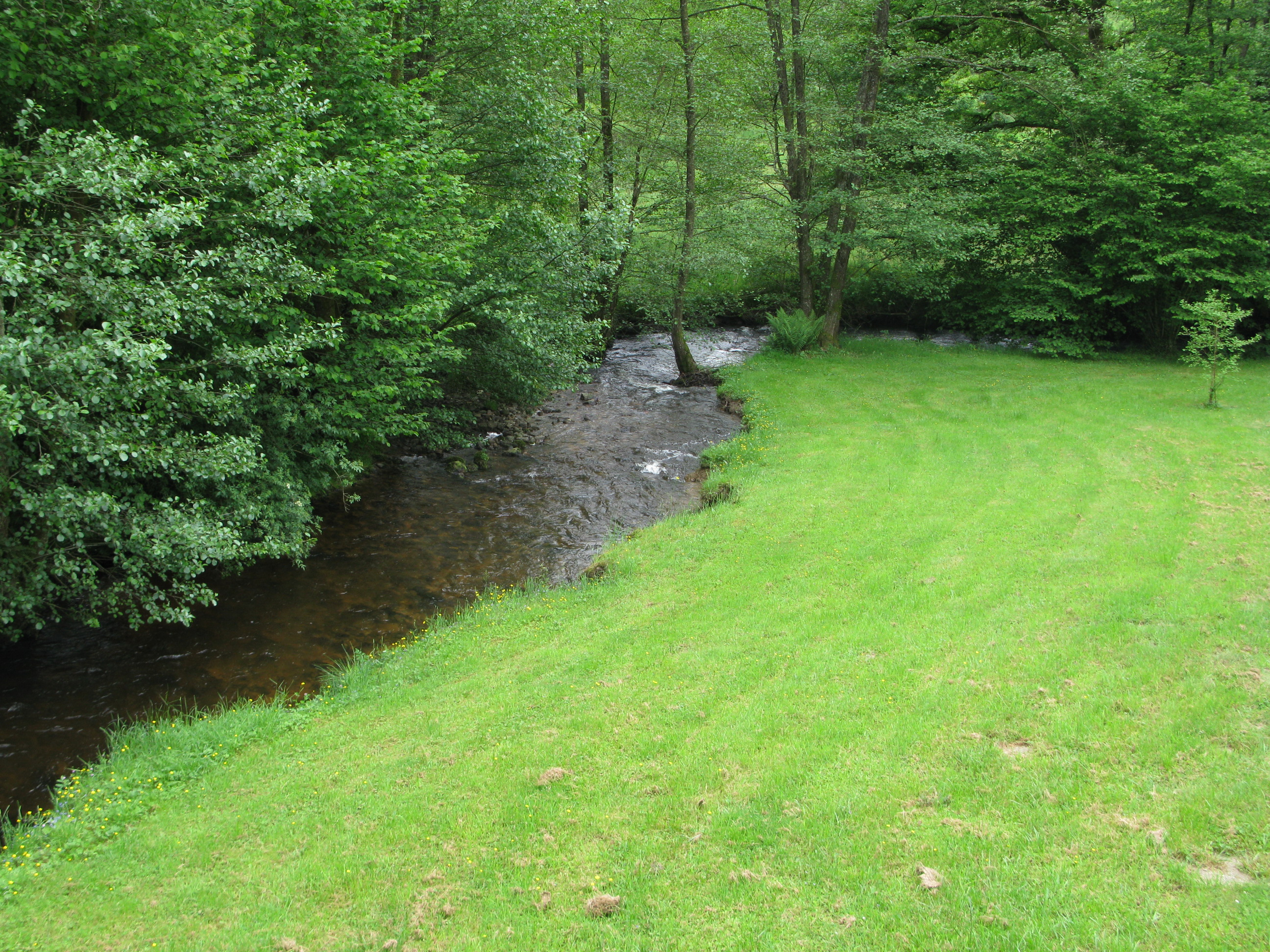
Die Combade bei der Moulin du Roc im Gemeindegebiet von Domps

- Kirche Saint-Michel

## Persönlichkeiten
- Jean Blanzat (1906–1977), Schriftsteller